# Erfurter SK
Erfurter SK, w skrócie ESK – niemiecki klub szachowy z siedzibą w Erfurcie, dwukrotny mistrz NRD.

## Historia
Klub nawiązuje do tradycji założonej w 1950 roku sekcji szachowej BSG Motor West Erfurt. W 1968 roku zdobyła ona mistrzostwo NRD juniorów. W 1972 roku przyjęła nazwę BSG Funkwerk Erfurt, w sezonie 1972/1973 awansowała do DDR-Ligi (drugi poziom), a rok później do Oberligi. W 1981 roku zespół został wicemistrzem kraju. Od 1984 roku klub nazywał się BSG Mikroelektronik Erfurt. W 1988 roku BSG został mistrzem kraju. W tamtym sezonie miejsce miał „cud w Berlinie” (niem. Wunder von Berlin), czyli zwycięstwo 21:11 nad faworytem, Empor HO Berlin. W 1990 roku powołano SV Erfurt West 90, który w sezonie 1990/1991 został ostatnim mistrzem NRD. W związku z tym osiągnięciem po zjednoczeniu Niemiec klubowi przysługiwało prawo do uczestnictwa w Bundeslidze w sezonie 1991/1992. Istotnie, SV Erfurt West 90 podjął uczestnictwo w tych rozgrywkach, zajmując siódme miejsce. Ten zespół w 1995 roku spadł z ligi. W 1996 roku klub powrócił do najwyższej niemieckiej klasy rozgrywkowej.
W 1998 roku na bazie SV Erfurt West 90 utworzony został klub Erfurter SK. Pierwszym prezesem został Norbert Krug. W sezonie 1998/1999 ESK zajął ostatnie miejsce w Bundeslidze. W 2001 roku zespół powrócił do Bundesligi, ale spadł z niej w kolejnym sezonie. Później zespół występował w najwyższej lidze niemieckiej w sezonach 2004/2005, 2007/2008, 2009/2010 i 2015/2016. W 2024 roku Erfurter SK spadł z 2. Bundesligi, a rok później – z Oberligi.
Zawodnikami klubu byli m.in.: Peter Enders, Petr Hába, Martin Krämer, Robert Kuczyński, Thomas Luther, Bart Michiels, Olivér Mihók, Elisabeth Pähtz, Thomas Pähtz, Vojtěch Plát, Jewgienij Romanow, Henrik Teske, Jan Votava i Andrij Wowk.